# Вулиця Академіка Оппокова
Ву́лиця Акаде́міка Оппо́кова — вулиця в Оболонському районі міста Києва, селище ДВС. Пролягає від Дніпроводської вулиці до кінця забудови.

## Історія
Вулиця виникла в середині XX століття під назвою Проїзд «А». У 1958 році набула назву вулиця Павлика Морозова, на честь радянського піонера Павла Морозова.
Сучасна назва на честь українського вченого-гідролога Євгена Оппокова — з 2017 року.

## Установи та заклади
- Загальноосвітня школа № 18 (буд. № 1)